# La Liga de 1975–76
A La Liga de 1975–76 foi a 45º edição da Primeira Divisão da Espanha de futebol. Com 18 participantes, o campeão foi o Real Madrid.